# Plan 75
Plan 75 (en japonés: プランななじゅうご) es una película dramática japonesa de 2022 dirigida por Chie Hayakawa (en su debut como directora), protagonizada por Chieko Baisho, Hayato Isomura y Stefanie Arianne.

## Sinopsis
El programa gubernamental Plan 75 alienta a las personas mayores a ser sacrificadas para remediar una sociedad envejecida. Una anciana cuyos medios de subsistencia se están desvaneciendo, un pragmático vendedor del Plan 75 y un trabajador filipino enfrentan opciones de vida o muerte.

## Reparto
- Chieko Baishō como Mishi Kakutani
- Hayato Isomura como Himoru Okabe
- Stefanie Arianne como María
- Yuumi Kawai como Yoko Narimiya
- Takao Taka como Yukio Okabe

## Lanzamiento
La película se estrenó en la sección Un Certain Regard en la 75.ª del Festival de Cine de Cannes el 20 de mayo de 2022. La película también ganó la Mención Especial en el concurso Caméra d'Or. La película se estrenó en Japón el 17 de junio. La película fue seleccionada como la entrada japonesa a la Mejor Película Internacional en la 95.ª edición de los Premios Óscar.

## Recepción
Diego Semerene de Slant Magazine calificó la película con 3 estrellas de 4 y escribió que "Con punzante precisión, Hayakawa Chie revela una cultura que parece casi movilizada para destruir su propia alma". Stephanie Bunbury de Deadline Hollywood escribió que "Estilísticamente, se parece un poco a una película de entrenamiento. Lo que esto significa, la brillantez de esta película, es que Hayakawa es capaz de hacer que la idea de acabar con una generación parezca terriblemente normal en un cuarto de hora, algo para reflexionar en sí mismo". Tim Grierson de Screen Daily escribió que la película "puede parecer que trata sobre el envejecimiento, pero más exactamente trata sobre la importancia de la comunidad".
James Hadfield de The Japan Times calificó la película con 4 estrellas de 5 y escribió que "a medida que avanza la película, se establece una sensación de resignación entumecida. Pero Hayakawa se niega a terminar con una nota decididamente pesimista, y en su inquietante plano final, “Plan 75” logra algo cercano a una epifanía". Clarence Tsui, del South China Morning Post, también calificó la película con 4 estrellas de 5 y escribió que "a lo largo de la película, Hayakawa insinúa en lugar de explicar, y este tacto infunde al Plan 75 el poder que uno espera de una amarga denuncia de nuestros tiempos difíciles." Jaden S. Thompson de The Harvard Crimson también calificó la película con 4 estrellas de 5 y escribió que "defiende el valor inherente de la vida humana con su escritura e interpretaciones introspectivas".